# 虎の涙
虎の涙（とらのなみだ）とは、石川県珠洲市の日本醗酵化成で製造している焼酎の銘柄。阪神タイガースの低迷期に因んで名付けられている。

## 特徴
阪神タイガースファンの熱意を込めて、親しまれている奥能登の焼酎である。
現役時代の掛布雅之の背番号31にあわせてアルコール度数は31度にしている。蔵元によると、樫の樽で10年を超える長期熟成するため、コクがあり、まろやかさの中にキレのある仕上がり、淡い黄色（虎色）となっている。
また、ごく一部の酒屋にて、18年長期熟成された｢虎の涙18年｣が存在する。